# Hans majestät Pappa
Hans majestät Pappa (italienska: Prima comunione) är en italiensk-fransk komedifilm från 1950 i regi av Alessandro Blasetti.

## Roller (urval)
- Aldo Fabrizi – Carlo Carloni
- Gaby Morlay – Maria Carloni
- Ludmilla Dudarova – signora Ludovisi
- Lucien Baroux – ärkebiskopen
- Andreina Mazzotto – Anna Carloni
- Ernesto Almirante – den gamle gästen
- Aldo Silvani – hyresgästen
- Louis de Funès – prästen (ej krediterad)